# Speltjärnarna (Torps socken, Medelpad, 694645-152220)
Speltjärnarna är en sjö i Ånge kommun i Medelpad och ingår i Ljungans huvudavrinningsområde. Sjön har en area på 0,0264 kvadratkilometer och ligger 346,9 meter över havet.

## Delavrinningsområde
Speltjärnarna ingår i det delavrinningsområde (694734-152082) som SMHI kallar för Mynnar i Kassjön. Medelhöjden är 356 meter över havet och ytan är 25,6 kvadratkilometer. Det finns inga avrinningsområden uppströms utan avrinningsområdet är högsta punkten. Kassjöbäcken som avvattnar avrinningsområdet har biflödesordning 4, vilket innebär att vattnet flödar genom totalt 4 vattendrag innan det når havet efter 105 kilometer. Avrinningsområdet består mestadels av skog (92 procent). Avrinningsområdet har 0,03 kvadratkilometer vattenytor vilket ger det en sjöprocent på 0,1 procent.